# Violet Evergarden
Violet Evergarden (ヴァイオレット・エヴァーガーデン, Vaioretto Evāgāden) é uma série de light novel japonesa, escrita por Kana Akatsuki e ilustrada por Akiko Takase. Venceu o Grande Prémio/Prêmio na quinta edição dos Prémios Kyoto Animation em 2014, sendo a primeira obra a vencer nas três categorias (romance, cenário e manga). A Kyoto Animation publicou a primeira light novel a 25 de dezembro de 2015, sob a sua marca de publicação KA Esuma Bunko. Uma adaptação em animé feita pela Kyoto Animation estreou-se em janeiro de 2018, tendo sido apresentada em 2017.

## Enredo
A história centra-se nas Bonecas Autómatas (português europeu) ou Autômatas (português brasileiro) de Automemórias (自動手記人形, Jidō Shuki Ningyō), que foram inicialmente criadas por um cientista conhecido por Dr. Orland para ajudar a sua esposa cega Mollie a escrever os seus romances. Posteriormente foram alugadas para outras pessoas que precisavam dos seus serviços. Na atualidade, o termo refere-se à indústria de escreventes. Enquanto que a função inicial das Bonecas Autónomas de Automemórias era apenas gerar vozes para o texto, um segundo grupo de pessoas criou uma companhia para alugar mulheres que realizam as mesmas funções das Bonecas Autónomas de Automemórias, e também as tarefas militares.

## Personagens

### Personagens Principais
Violet Evergarden (ヴァイオレット・エヴァーガーデン, Vaioretto Evāgāden)
Voz de: Yui Ishikawa (Japonês), Raissa Bueno (Português)
Violet é uma recém-chegada que começa a trabalhar na Companhia Postal CH, como uma Boneca Autónoma de Automemórias, escrevendo para pessoas que não conseguem escrever. Apesar de ser uma ex-soldado que raramente demonstra emoções, ela mostra grande respeito por Gilbert Bougainvillea, o seu superior nas forças armadas. Ao perder os braços e as suas memórias durante a guerra, juntamente com as lembranças sobre o que ocorreu com Gilbert, ela se torna uma Boneca Autónoma de Automemórias para aprender o significado das palavras "amo-te" (愛してる, Aishiteru), que foram as últimas palavras que Violet lembra de Gilbert dizendo para ela, Violet ainda não tinha real conhecimento sobre seus sentimentos mas ao logo do anime descobre o quanto amava romanticamente Gilbert.
Claude Hodgins (クラウディア・ホッジンズ, Kuraudia Hojjinzu)
Voz de: Takehito Koyasu (Japonês), Tiaggo Guimarães (Português)
Um ex-comandante da exército, Claude é o presidente da Companhia Postal CH. Sendo um dos melhores amigos de Gilbert durante a guerra, Claude tenta ajudar Violet a dar os primeiros passos da sua nova vida, para descartar a sua própria culpa, decorrente do tratamento de Violet nas forças armadas.
Gilbert Bougainvillea (ギルベルト・ブーゲンビリア, Giruberuto Būgenbiria)
Voz de: Daisuke Namikawa (Japonês), Renan Villela (Português)
Um major do Exército de Leidenschaftlich, Gilbert veio de uma família aristocrática. Ele valoriza Violet muito mais do qualquer outra coisa, e as suas últimas palavras ditas a ela foram "amo-te", que fizeram com que ela se tornasse uma Boneca Autónoma de Automemórias.
Cattleya Baudelaire (カトレア・ボードレール, Katorea Bōdorēru)
Voz de: Aya Endō (Japonês), Carla Martelli (Português)
Cattleya é uma Boneca Autónoma de Automemórias que trabalha na Companhia Postal CH, sendo a escrevente mais conhecida da companhia. Ela acompanhou Claude antes de trabalhar na companhia, sendo uma das primeiras funcionárias da Companhia Postal CH.
Benedict Blue (ベネディクト・ブルー, Benedikuto Burū)
Voz de: Kōki Uchiyama (Japonês), Roberto Rodrigues (Português)
Benedict é um carteiro que trabalha na Companhia Postal CH. É um dos primeiros funcionários da companhia, juntamente com Cattleya, com quem sempre discute.
Erica Brown (エリカ・ブラウン, Erika Buraun)
Voz de: Minori Chihara (Japonês), Beta Cinalli (Português)
Erika é uma Boneca Autónoma de Automemórias que começou a trabalhar na Companhia Postal CH. Ela tem pouca interação com os clientes, mas escolheu esta profissão porque se inspirou no romance da autora cega Molly Orland.
Iris Cannary (アイリス・カナリー, Airisu Kanarī)
Voz de: Haruka Tomatsu (Japonês), Jéssica Cardia (Português)
Iris é uma Boneca Autónoma de Automemórias que começou a trabalhar na Companhia Postal CH, depois de Erica. Nascida numa pequena aldeia chamada Kazalli, ela sempre admirou as mulheres trabalhadoras e aspirava tornar-se uma Boneca Autónoma de Automemórias.

### Outros
Dietfried Bougainvillea (ディートフリート・ブーゲンビリア, Dītofurīto Būgenbiria)
Voz de: Hidenobu Kiuchi (Japonês), Ênio Vivona (Português)
Luculia Marlborough (ルクリア・モールバラ, Rukuria Mōrubara)
Voz de: Azusa Tadokoro (Japonês), Bruna Nogueira (Português)
Charlotte Eberfreya Drossel (シャルロッテ・エーベルフレイヤ・ドロッセル, Sharurotte Ēberufureiya Dorosseru)
Voz de: Megumi Nakajima (Japonês), Amanda Tavares (Português)
Leon Stephanotis (リオン・ステファノティス, Reon Sutefanotisu)
Voz de: Yūto Uemura (Japonês), Demétrios Augustus (Português)
Oscar Webster (オスカー・ウェブスター, Osukā Webusutā)
Voz de: Satoshi Taki (Japonês), André Gaiani (Português)
Ann Magnolia (アン・マグノリア, An Magunoria)
Voz de: Sumire Morohoshi (Japonês), Amanda Tavares (Português)
Clara Magnolia (クラーラ・マグノリア, Kurāra Magunoria)
Voz de: Ayako Kawasumi (Japonês), Raquel Elaine (Português)
Aiden Field (エイダン・フィールド, Eidan Fīrudo)
Voz de: Shintarō Asanuma (Japonês), Fernando Ferraz (Português)

## Média

### Light novels
| N.º    | Data de lançamento     | ISBN              |
| ------ | ---------------------- | ----------------- |
| 1      | 25 de dezembro de 2015 | 978-4-907064-43-3 |
| 2      | 26 de dezembro de 2016 | 978-4-907064-44-0 |
| Gaiden | 23 de março de 2018    | 978-4-907064-81-5 |

### Anime
A adaptação em animé (português europeu) ou animê (português brasileiro) foi anunciada num comercial do primeiro volume da light novel exibido em maio de 2016. Em junho de 2017, a Kyoto Animation anunciou a transmissão do primeiro episódio nas convenções Anime Expo, AnimagiC e C3 AFA Singapore. A série de animé de catorze episódios, estreou-se a 10 de janeiro de 2018 no Japão. A série foi realizada por Taishi Ishidate e Kyoto Animation, e o argumento foi escrito por Reiko Yoshida. Akiko Takase foi responsável pelos desenhos das personagens e Yota Tsuruoka pela direção de som. O tema de abertura é "Sincerely", interpretado por Miho Karasawa, enquanto que o tema de encerramento é "Michishirube" (みちしるべ), interpretado por Minori Chihara. A série também é transmitida simultaneamente nos países lusófonos pelo Netflix desde 11 de janeiro de 2018.

#### Lista de Episódios
| Episódios | Episódios | Episódios               |
| #         | Título | Exibição original       |
| --------- | --- | ----------------------- |
| 1         | "Episódio 1" "«Aishiteru» to Jidō Shuki Ningyō" (「愛してる」と自動手記人形)"                                     | 11 de janeiro de 2018   |
| 2         | "Episódio 2" "Modotte Konai (「戻って来ない」)"                                                                   | 18 de janeiro de 2018   |
| 3         | "Episódio 3" "Anata ga Yoki Jido Shuki Ningyō ni Narimasu Yō ni (「あなたが、良き自動手記人形になりますように」)" | 25 de janeiro de 2018   |
| 4         | "Episódio 4" "Kimi wa Dōgudenaku, Sono Na ga Niau Hito ni Narunda (君は道具でなく、その名が似合う人になるんだ)"   | 1 de fevereiro de 2018  |
| 5         | "Episódio 5" "Hito o Musubu Tegami o Kaku no ka (人を結ぶ手紙を書くのか?)"                                        | 8 de fevereiro de 2018  |
| 6         | "Episódio 6" "Doko ka no Hoshizora no Shita de (どこかの星空の下で)"                                              | 15 de fevereiro de 2018 |
| 7         | "Episódio 7" "「 」"                                                                                              | 22 de fevereiro de 2018 |
| 8         | "Episódio 8" "erro em {{japonês}}: Texto em japonês ou romaji necessário (ajuda)"                                 | 1 de março de 2018      |
| 9         | "Episódio 9" "Violet Evergarden (ヴァイオレット・エヴァーガーデン, Vuaioretto Evuāgāden)"                         | 8 de março de 2018      |
| 10        | "Episódio 10" "Aisuru Hito wa Zutto Mimamotteiru (愛する人はずっと見守っている)"                                  | 15 de março de 2018     |
| 11        | "Episódio 11" "Mō, Dare mo Shinasetakunai (もう、誰も死なせたくない)"                                             | 22 de março de 2018     |
| 12        | "Episódio 12" "erro em {{japonês}}: Texto em japonês ou romaji necessário (ajuda)"                                | 29 de março de 2018     |
| 13        | "Episódio 13" "Jidō Shuki Ningyō to "Aishiteru (自動手記人形と「愛してる」)"                                      | 5 de abril de 2018      |
| 14 (OVA)  | "Episódio 14" "Kitto "Ai" o Shiru Hi ga Kuru no Darou (きっと"愛"を知る日が来るのだろう)"                         | 4 de julho de 2018      |

### Anime
- «Sítio oficial do animé» (em japonês)
- Violet Evergarden (anime) na enciclopédia do Anime News Network (em inglês)
- Violet Evergarden (OAV) (anime) na enciclopédia do Anime News Network (em inglês)

Streaming;
- «Violet Evergarden». na Netflix

Home Video;
- «Violet Evergarden». na Funimation

### Filmes
- «Sítio oficial filme» (em japonês)
- «Sítio oficial do filme OVA» (em japonês)
- «Site oficial filme» (em inglês)
- Violet Evergarden Eternity and the Auto Memory Doll (anime) na enciclopédia do Anime News Network (em inglês)
- Violet Evergarden The Movie (anime) na enciclopédia do Anime News Network (em inglês)

Streaming;
- «Violet Evergarden Gaiden - Eternidade e a Boneca de Automemória». na Netflix

Home Video;
- «Violet Evergarden - I: Eternity and the Auto Memory Doll - Movie». na Funimation